# Trietja liga
Rosyjska Trzecia Liga (ros. Третья лига ПФЛ, Trietja Liga PFŁ) - jest czwartym szczeblem profesjonalnych rozgrywek piłkarskich w Rosji, który istniał w latach 1994–1997. W 1998 najlepsze zespoły awansowały do Drugiej Dywizji, a pozostałe straciły status klubu profesjonalnego i występują w Rosyjskiej Amatorskiej Piłkarskiej Lidze.